# Espaitemps

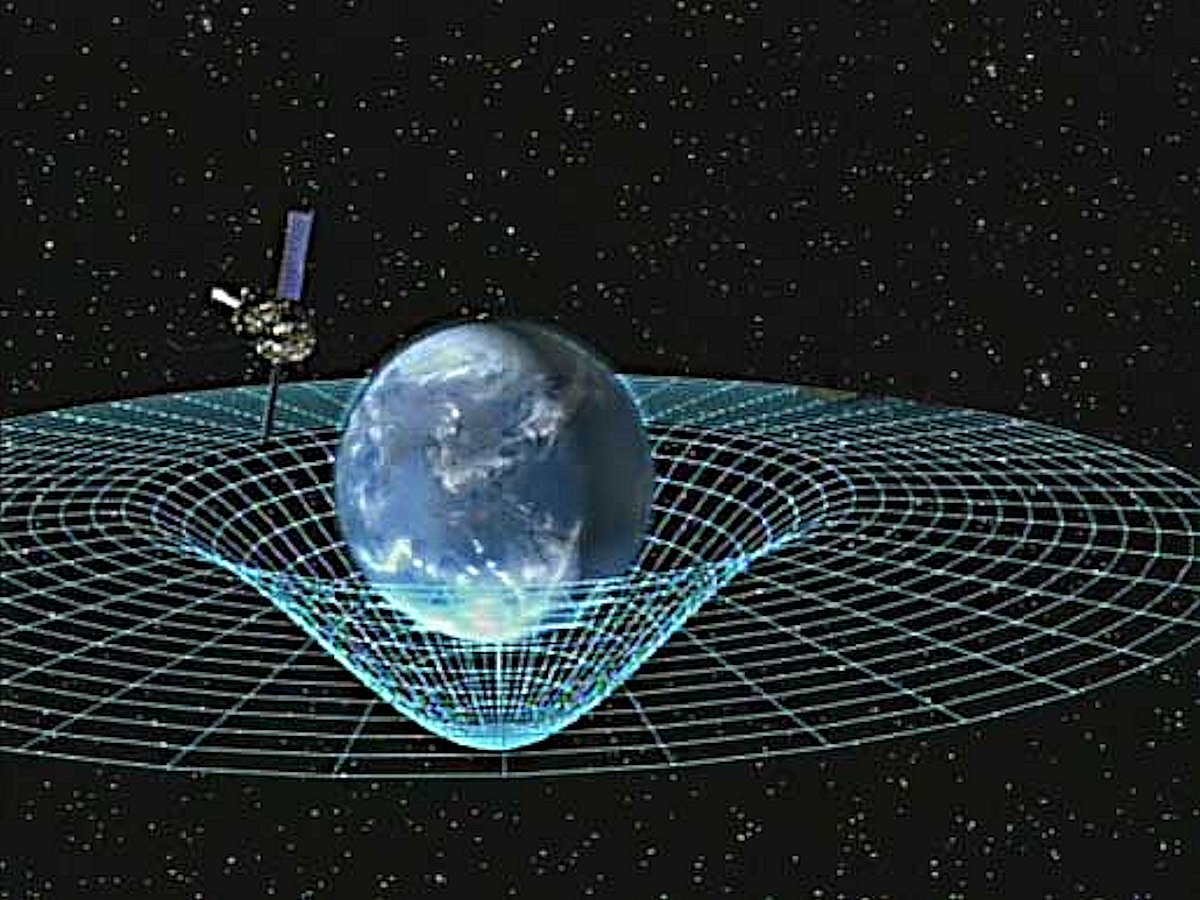
Concepte artístic de Gravity Probe B orbitant la Terra per mesurar l'espai-temps, una descripció en quatre dimensions de l'univers que inclou alçada, amplada, longitud i temps.

L'espaitemps, dins el món de la física, és un model matemàtic que fusiona les tres dimensions de l'espai i l'única dimensió del temps en un únic continu de quatre dimensions. Els diagrames espai-temps són útils per visualitzar i comprendre efectes relativistes, com ara com els diferents observadors perceben on i quan ocorren els esdeveniments.
Fins al tombant del segle xx, la hipòtesi havia estat que la geometria tridimensional de l'univers (la seva descripció en termes d'ubicacions, formes, distàncies i direccions) era diferent del temps (la mesura de quan ocorren els esdeveniments dins de l'univers). Tanmateix, l'espai i el temps van adquirir nous significats amb la transformació de Lorentz i la teoria especial de la relativitat.
El 1908, Hermann Minkowski va presentar una interpretació geomètrica de la relativitat especial que fusionava el temps i les tres dimensions espacials de l'espai en un únic continu de quatre dimensions ara conegut com a espai de Minkowski. Aquesta interpretació va resultar vital per a la teoria general de la relativitat, on l'espai-temps està corbat per la massa i l'energia. El teixit espaitemps és un element cosmològic introduït per Albert Einstein l'any 1915 en la seva teoria de la relativitat general. Aquest concepte de teixit espaitemps suposa que tot l'univers està format per un teixit elàstic que aparentment és pla, tot i que quan rep una càrrega d'energia i massa es deforma, i crea al seu voltant el camp gravitatori d'aquell cos. Aquest descobriment d'Einstein va superar la concepció newtoniana d'un univers rígid i pla.

## Fonaments

### Definicions
La mecànica clàssica no relativista tracta el temps com una quantitat universal de mesura que és uniforme a tot arreu, que està separada de l'espai i que està acordada per tots els observadors. La mecànica clàssica suposa que el temps té una velocitat de pas constant, independentment de l'estat de moviment de l'observador o qualsevol element extern. Assumeix que l'espai és euclidià, i per tant, suposa que l'espai segueix la geometria del sentit comú.
En el context de la relativitat especial, el temps no es pot separar de les tres dimensions de l'espai, perquè la velocitat observada a la qual passa el temps per a un objecte depèn de la velocitat de l'objecte respecte a l'observador. La relativitat general proporciona una explicació de com els camps gravitatoris poden frenar el pas del temps d'un objecte tal com el veu un observador fora del camp.
A l'espai ordinari, una posició s'especifica mitjançant tres nombres, coneguts com a dimensions. En el sistema de coordenades cartesianes, sovint s'anomenen x, y i z . Un punt de l'espai-temps s'anomena esdeveniment, i requereix que s'especifiquen quatre nombres: la ubicació tridimensional a l'espai, més la posició en el temps (Fig. 1). Un esdeveniment es representa amb un conjunt de coordenades x, y, z i t. Per tant, l'espai-temps és de quatre dimensions.
A diferència de les analogies utilitzades en els escrits populars per explicar esdeveniments, com petards o espurnes, els esdeveniments matemàtics tenen una durada zero i representen un únic punt de l'espai-temps. Encara que és possible estar en moviment en relació amb l'esclat d'un petard o una espurna, no és possible que un observador estigui en moviment amb relació a un esdeveniment.
El camí d'una partícula a través de l'espai-temps es pot considerar com una seqüència d'esdeveniments. La sèrie d'esdeveniments es pot enllaçar per formar una corba que representa el progrés de la partícula a través de l'espai-temps. Aquest camí s'anomena línia del món de la partícula.
Matemàticament, l'espai-temps és una varietat, és a dir, apareix localment «plana» a prop de cada punt de la mateixa manera que, a escales prou petites, la superfície d'un globus terrestre sembla plana. Un factor d'escala, {\displaystyle c} (anomenada convencionalment velocitat de la llum) relaciona les distàncies mesurades a l'espai amb les distàncies mesurades en el temps. La magnitud d'aquest factor d'escala (prop de 300,000 quilometres o 190,000 milles a l'espai equivalen a un segon en el temps), juntament amb el fet que l'espai-temps és una varietat, implica que a velocitats ordinàries, no relativistes i a distàncies a escala humana normal, hi hauria poc que els humans podrien observar que sigui notablement diferent del que podrien observar si el món fos euclidià. Va ser només amb l'arribada de mesures científiques sensibles a mitjans del 1800, com l'experiment Fizeau i l'experiment Michelson-Morley, que es van començar a notar discrepàncies desconcertants entre l'observació i les prediccions basades en l'assumpció implícita de l'espai euclidià.

Figura 1-1. Cada lloc en l'espai-temps està marcat per quatre nombres definits per un marc de referència: la posició en l'espai i el temps, que es pot visualitzar com la lectura d'un rellotge situat a cada posició de l'espai. L'«observador» sincronitza els rellotges segons el seu propi marc de referència.

En la relativitat especial, un observador significarà, en la majoria dels casos, un marc de referència des del qual s'està mesurant un conjunt d'objectes o esdeveniments. Aquest ús difereix significativament del significat anglès ordinari del terme. Els marcs de referència són construccions inherentment no locals, i d'acord amb aquest ús del terme, no té sentit parlar d'un observador que té una ubicació.
En la imatge de la figura 1-1, podem imaginar que el marc considerat està equipat amb una densa xarxa de rellotges, sincronitzada dins d'aquest marc de referència, que s'estén indefinidament per les tres dimensions de l'espai. Qualsevol ubicació específica dins de l'entramat no és important. L'entramat dels rellotges s'utilitza per determinar l'hora i la posició dels esdeveniments que tenen lloc dins de tot el marc. El terme observador es refereix a tot el conjunt de rellotges associats amb un marc de referència inercial.
En aquest cas idealitzat, cada punt de l'espai té un rellotge associat i, per tant, els rellotges registren cada esdeveniment a l'instant, sense cap retard entre un esdeveniment i el seu enregistrament. Un observador real, veurà un retard entre l'emissió d'un senyal i la seva detecció a causa de la velocitat de la llum. Per sincronitzar els rellotges, en la reducció de dades després d'un experiment, l'hora en què es rep un senyal es corregirà per reflectir la seva hora real si s'hagués registrat per una xarxa idealitzada de rellotges. En molts llibres sobre relativitat especial, especialment els més antics, la paraula «observador» s'utilitzava en el sentit més habitual de la paraula. En general, des del context queda clar quin significat s'ha adoptat.
Els físics distingeixen entre el que es mesura o observa, després d'haver descomptat els retards en la propagació del senyal, i el que es veu visualment sense aquestes correccions. No entendre la diferència entre el que es mesura i el que veu és la font de molta confusió entre els estudiants de relativitat.

## Formulació
Isaac Newton, en escriure els seus Philosophiae Naturalis Principia Mathematica (1687), suposava que la gravetat era una força instantània que explicaria les raons per les quals la Terra gira al voltant del Sol o la Lluna no se separaria del nostre planeta.
L'any 1905, Einstein va publicar la teoria de la relativitat especial, en la qual va demostrar raons per les quals res no pot viatjar a través de l'espai a velocitats superiors a la de la llum. Aquest fet va posar el físic alemany en un compromís, ja que si res no podia anar a velocitats superiors a la de la llum, la gravetat tampoc podia fer-ho com ens ho va fer saber Newton. Després de desbancar la gravetat newtoniana, Albert Einstein va fer conèixer al món sencer un element que canviaria per complet el coneixement del funcionament del nostre univers, el teixit espaitemps, un teixit flexible i elàstic aparentment pla, que es deforma en rebre un cos celeste que presenti massa i energia (com ens va demostrar en la seva famosa equació E=mc²).